# Morro Alto
O Morro Alto é uma montanha localizada no concelho de Santa Cruz das Flores, na zona central da ilha das Flores, nos Açores. Atinge os 915 m de altitude no topo.

## Características
Este acidente geológico tem o seu ponto mais elevado a 915 metros de altitude. Integra a Zona Especial de Conservação da Zona Central e Morro Alto. Nas proximidades desta formação encontra-se o Pico da Burrinha, a Testa da Igreja, e o Pico dos Sete Pés, e o Miradouro do Morro Alto.
O clima húmido atlântico atua como modelador ecológico, criando a "zona de nevoeiro" com ventos muito fortes e elevada pluviosidade, promovendo o aparecimento de turfeiras, onde predomina o zimbro-dos-açores, o que confere a esta zona alta um aspeto peculiar e distinto do resto da ilha. O miradouro aí situado situa-se a uma altitude elevada e avista-se, a partir do Morro Alto, sobre uma paisagem de vegetação endémica bastante variada, com extensos maciços de florestas laurissilva característicos da Macaronésia, sendo por isso um local classificado de paisagem protegida. A altitude permite uma vista abrangente sobre grande parte da ilha das Flores e do mar circundante.
Atualmente faz parte da Zona Especial de Conservação da Zona Centro-Morro Alto. Nas proximidades encontram-se o Pico da Burrinha, a Testa da Igreja e o Pico dos Sete. Nos planaltos que a rodeiam, do lado da Fajã Grande, as Pontas Brancas, a Burrinha, a Água Branca e o Rochão Grande. Ao lado, as lagoas da Funda, Comprida, Seca e Água Branca e os meandros da Ribeira Grande e de muitos outros cursos de água.